# Qarabağ şikəstəsi

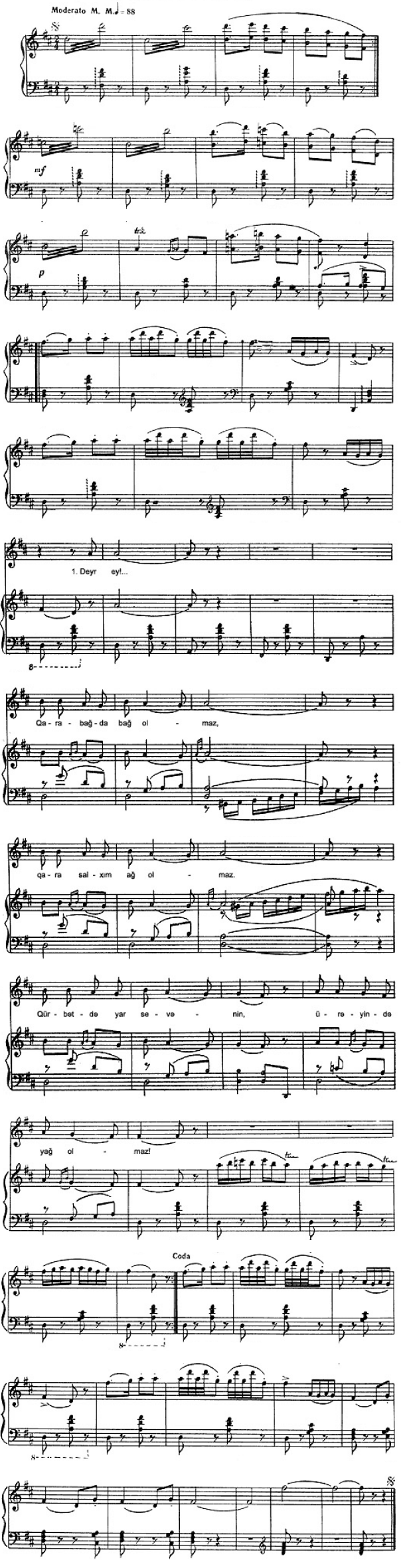
Die Noten

Qarabağ şikəstəsi (deutsch Karabakh Schikestesi) ist einer der stark rhythmischen und beliebtesten aserbaidschanischen Mughams. Er basiert auf der sog. Macama-Basis des musikalischen Modalsystems Segah und wird in einem 2/4-Takt mit einem hohen Tempo gespielt. Nach jeder gesungenen Strophe wird eine auf der jeweiligen Macama-Basis gemäß dem Segah-Modalsystem eine andere Melodie gespielt (sog. Instrumentalepisode). Qarabağ şikəstəsi gehört musiktechnisch der musikethnologischen Klasse der sog. Şikəstə-Mughams. Daneben existiert in dieser Klasse auch den sog. Kəsmə şikəstəsi (deutsch Kesme Schikestesi). In beiden Şikəstə-Mughams handeln die lyrischen Gedichte, die als sog. Bayati-Texte geschrieben sind, über Liebe und Leiden, die der gesamten Musik ihre traurige Eigenschaft schenken.
Qarabağ şikəstəsi war im 19. Jahrhundert als Perkussions-Mugham weit verbreitet. Seiner Verbreitung verhalf auch die traditionelle Ashug-Musik, die zu diesem Zeitpunkt unter anderem in Aserbaidschan, Iran und der Türkei sehr beliebt war.
Der Mugham wurde in der Oper Əsli və Kərəm von Üzeyir Hacıbəyov, Şah İsmayıl von Muslüm Maqomayev oder in Şahsənəm von Reinhold Glière verwendet. Die Melodie aus diesem Mugham erklingt auch heute am Eingang der Bakuer U-Bahn-Station namens 28. Mai.